# Сундарбан (национальный парк)
Национа́льный парк Сундарба́н (бенг. সুন্দরবন জাতীয় উদ্যান Shundorbôn Jatiyo Udyan) — национальный биосферный и тигровый заповедник в штате Западная Бенгалия, в индийской части региона Сундарбан — внешней части общей дельты рек Ганги, Брахмапутры и Мегхны. Общая площадь региона составляет около 1 млн га. Более половины угодий приходится на территорию Индии, а остальные располагаются в Бангладеш. Сундарбан покрыт густыми мангровыми лесами, которые считаются самыми обширными мангровыми зарослями в мире. Сундарбан является естественной средой обитания бенгальского тигра и других редких и исчезающих видов животных. В парке также обитает множество видов птиц, пресмыкающихся и беспозвоночных, включая морского крокодила.
Во времена британского колониального правления в 1911 году, регион Сундарбан был описан как непроходимые и неизведанные джунгли, простиравшиеся на 266 километров от устья реки Хугли до устья реки Мегхна и имевшие общую площадь в 16 902 км². Национальный парк Сундарбан был основан в 1973 году как тигровый заповедник с целью сохранения популяции бенгальских тигров. В 1977 году получил статус природного заповедника, а 4 мая 1984 года — национального парка. В 1987 году Национальный парк Сундарбан был включён в список всемирного наследия ЮНЕСКО. Статус биосферного заповедника парку был присвоен в 1989 году.